# Maksim Bahdanovič
Maksim Adamavič Bahdanovič (in bielorusso Максім Адамавіч Багдановіч?; Minsk, 9 dicembre 1891 – Jalta, 25 maggio 1917) è stato un poeta, giornalista, traduttore e critico letterario bielorusso, uno dei fondatori della letteratura bielorussa moderna.

## Biografia
Nacque a Minsk nella famiglia del noto etnografo, insegnante e folclorista Adam Bahdanovič. Nel 1892 la famiglia si trasferì a Hrodna per motivi di lavoro del padre. Nel 1896 la madre Maria morì di tubercolosi lasciando quattro figli orfani dopo di che la famiglia si era trasferita a Niznij Novgorod e nel 1908 a Jaroslavl’.
Nel 1907 il giornale Naša Niva pubblicò la sua prima novella intitolata Muzyka (Il musicista). Inizia una proficua collaborazione con la direzione della medesima.
Nel 1909 si ammala di tubercolosi, lo stesso anno visita la Crimea.
Nel 1911 il poeta visita la direzione di Naša Niva a Vilnia (attuale Vilnius) e in Bielorussia, dove conosce alcune importanti figure del Rinascimento bielorusso. Passa due mesi presso la tenuta di Rakuziouščyna (oggi una filiale del Museo Statale della Storia di letteratura bielorussa).
Nel 1916 Bahdanovič si diplomò in giurisprudenza presso il liceo giuridico a Jaroslavl’ e lo stesso anno tornò di nuovo a Minsk. Svolse il ruolo di segretario presso una locale amministrazione governativa. Nel 1917 la sua salute peggiorò e fu costretto a partire per Jalta, dove morì di tubercolosi.

## Opere
"Nonostante la vita di Maksim Bahdanovič sia stata breve, la sua opera, varia e ricca, permette di considerarlo uno dei classici della letteratura bielorussa. Egli diede un grande contributo allo sviluppo di alcune forme classiche nella poesia bielorussa come il sonetto, il triolet, la terzina, l’ottava, lo scherzo ed altre;  tradusse in lingua bielorussa Paul Verlaine, Heinrich Heine,  Friedrich Schiller,  A. Puškin, Ovidio e Orazio.  Le composizioni di Bahdanovič sono dedicate anche alle tematiche sociali, ma il suo temperamento essenzialmente lirico si manifesta soprattutto in delicate e commosse descrizioni del magico mondo del folclore bielorusso, nell'analisi di sentimenti, passioni e impressioni interiori". Durante la vita del poeta uscì unicamente  la raccolta di poesie Vjanok (La ghirlanda, 1913).
Altre raccolte del poeta uscirono postume:
- Tvory (Opere, 1927-1928)
- Zbor tvoraŭ (Raccolta di opere, 1968)
- Poŭny zbor tvoraŭ (Raccolta completa di opere, 1992).

### Edizioni italiane
- Bahdanovič M., Sonetto, Romanza, Pahonja, Al poeta, in Larisa Poutsileva (a cura di), Il carro dorato del sole. Antologia della poesia bielorussa del XX secolo. Forlì, CartaCanta, 2020, ISBN 978-8885568655